# Albert Sigl

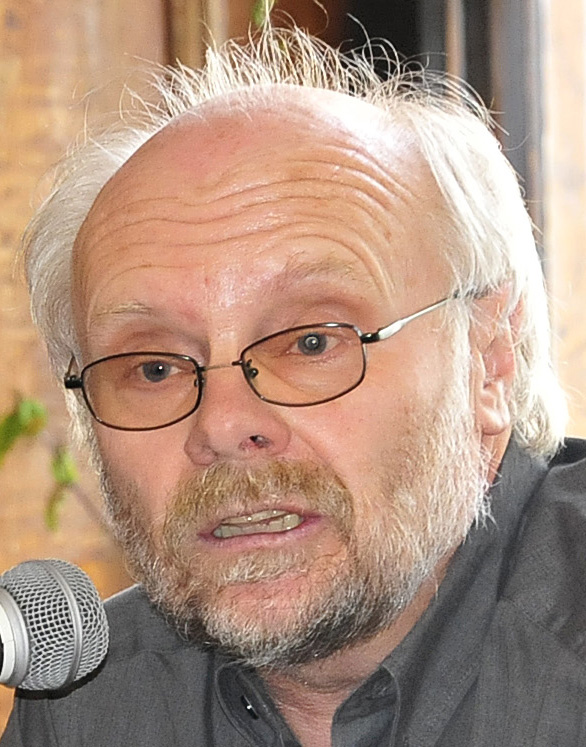
Albert Sigl, 2011

Albert Sigl (* 1953 in Landshut) ist ein deutscher Schriftsteller.

## Biographie
Albert Sigl ist in Niederbayern, insbesondere in Rottenburg an der Laaber, aufgewachsen und später in den Landkreis Erding umgezogen. Er studierte Elektrotechnik (Dipl.-Ing. (FH)) und später Germanistik und Philosophie.
1982 veröffentlichte er im Friedl Brehm Verlag sein erstes Buch Kopfham. 1985 folgte sein zweites Werk, der Roman Die gute Haut. 2003 folgte Erding seit 1945 – Stadt im Wandel. 2005 erschien die erste Auflage Sonnham und 2006 bereits die 2. Auflage. Im Jahr 2015 erschien Gegenwartszimmer mit Erzählungen auf Bairisch und Hochdeutsch.
Sigl veröffentlichte auch zahlreiche Beiträge in Zeitschriften und Anthologien und ist im Hörfunk als Schreiber und Leser tätig. Im Großraum München sowie in Niederbayern hält er gelegentlich Lesungen ab. Seit 2002 ist Sigl Stadtschreiber der Stadt Erding. 2021 wurde er zu den Münchner Turmschreibern berufen.

## Stil
Sigl schreibt in seinen Büchern über das Bayern der Jahre von 1945 bis heute. Seine Werke, die zum Teil auch in Mundart geschrieben sind, umfassen Kurzgeschichten und Romane. In den 1970ern und 1980ern galt Sigl als einer der Jungen Wilden der bayerischen Literatur, die diese neu inspiriert haben. Sigl thematisiert in seinen Werken das Leben der "kleinen Leute" im Niederbayern der Nachkriegszeit. Er verklärt weder Vergangenheit noch Gegenwart, mit sarkastischem Humor und lakonischer Sprache gibt er den Schwachen in der Gesellschaft eine Stimme. „Bitter ist der Grundton in Albert Sigls Geschichten vom Leben auf dem Land weit hinter der Stadt. Bitter und aufsässig, sehr bayerisch in der Wut und im bärbeißigen Hohn, so dass man beim Lesen selber hart auflacht“, heißt es in der Jury-Begründung zum Ernst-Hoferichter-Preis.

## Werke
- 1982: "Kopfham", Roman, Verlag Friedl Brehm, Feldafing, ISBN 3-921763-80-0.
- 1985: "Die gute Haut", Verlag Friedl Brehm, Feldafing, ISBN 3-921763-88-6.
- 2005: "Sonnham", Lichtung Verlag, Viechtach, ISBN 3-929517-72-8.
- 2016: "Gegenwartszimmer, Lichtung Verlag, Viechtach, ISBN 978-3-941306-19-6.

## Auszeichnungen
- 1979: Hungertuchpreis der Galerie unter den Arkaden, Regensburg
- 1987: Stipendium, Münchner Literaturjahr.
- 2007: Ernst-Hoferichter-Preis